# خط اصلی بزرگ شرقی
خط اصلی بزرگ شرقی (به انگلیسی: Great Eastern Main Line) یکی از خطوط اصلی راه‌آهن در کشور بریتانیا است.
این خط که از گونه برقی است از شهر لندن شروع شده و پس از عبور از ۲۷ ایستگاه در شهر نوریچ به پایان میرسد.

## شهرهای مهم
- لندن
- چلمزفورد
- کولچستر
- ایپسوییچ
- نوریچ